# Elizabeth Regina Mundi
Elizabeth Regina Mundi (nascida em 1943 em Bamenda) é uma senadora camaronesa.
Em 30 de abril de 2022, durante a crise separatista nos Camarões, ela foi sequestrada por separatistas em Bamenda, no Noroeste dos Camarões. Em 30 de maio de 2022, Regina Mundi foi libertada após um mês de cativeiro.